# Ommatius striatus
Ommatius striatus là một loài ruồi trong họ Asilidae. Ommatius striatus được Efflatoun miêu tả năm 1934. Loài này phân bố ở vùng Cổ Bắc giới và nhiệt đới châu Phi.